# Sjarhej Cichanouski
Sjarhej Cichanouski nebo z ruštiny Sergej Tichanovský (bělorusky Сяргей Леанідавіч Ціханоўскі; rusky Серге́й Леони́дович Тихано́вский; * 18. srpna 1978, Homel, Běloruská sovětská socialistická republika, Sovětský svaz) je běloruský podnikatel, youtuber, disident a politický aktivista. Je známý zejména svým vystupováním proti běloruskému prezidentovi Alexandrovi Lukašenkovi.
V květnu 2020 oznámil svůj záměr kandidovat v běloruských volbách prezidenta, byl však zatčen a k volbám zaregistrován nebyl, když podle volební komise jeho přihláška k registraci k volbám nebyla řádně podepsána. Následně podpořil svou manželku Svjatlanu, která se rozhodla kandidovat místo něj.
V prosinci 2021 byl za přípravu a organizaci masových nepokojů a podněcování k sociální nenávisti odsouzen k 18 letům odnětí svobody. Po pěti letech tvrdé vazby byl pak předčasně propuštěn 21. června 2025.

## Život
Narodil se v roce 1978 v běloruském městě Horki, vyrůstal ve městě Homel. Studoval na matematicko-fyzikálním gymnáziu, poté vystudoval filologii na Homelské státní univerzitě Františka Skoriny (Гомельскі дзяржаўны ўніверсітэт імя Францыска Скарыны). Poté začal podnikat, provozoval dva noční kluby v Homelu a nedalekém Mazyru, organizoval koncerty a hudební vystoupení. Ve svém klubu v Mazyru se také v roce 2005 seznámil se svou pozdější manželkou Svjatlanou. V roce 2010 se jim narodil syn, v roce 2016 dcera. S manželkou a dětmi žije v Minsku.
V roce 2005 založil společnost Studio Kompas (Студия КОМПАС), která produkuje reklamy a videoklipy. Společnost má pobočky v Rusku a na Ukrajině. Cichanouski vlastní 51 % podíl ve společnosti, zbytek vlastní jeho manželka Svjatlana.

### Politika a videa
V roce 2016 v aukci koupil chátrající památku, dům ve vesničce nedaleko ruských hranic. Dům chtěl zrekonstruovat, provozovat v něm hotel a agroturistiku. V roce 2019 ho novináři navštívili znovu, projekt však příliš nepokročil, podle Cichanouského zejména kvůli velké míře byrokracie.
Následně v březnu 2019 založil YouTube kanál Země pro život (Страна для жизни), když první video se věnovalo byrokratickým problémům při rekonstrukci domu. Začal natáčet videa čím dál více častěji, publikoval i několik videí za den, videa se týkají zejména ekonomiky a politiky. V listopadu 2019 měl kanál 37 tis. odběratelů, v srpnu 2020 má již téměř 300 tis. odběratelů.
V roce 2019 byl za účast na nepovolené demonstraci proti integraci s Ruskem odsouzen na 15 dní vězení. V květnu 2020 oznámil svůj záměr kandidovat v běloruských volbách prezidenta, byl však znovu zatčen a k volbám zaregistrován nebyl, když podle volební komise jeho přihláška k registraci k volbám nebyla řádně podepsána. Po návratu z vězení zjistil, že přihlášku podala i jeho manželka sama za sebe, což ho překvapilo. Svou manželku však podpořil a pomohl jí se sběrem 100 tis. požadovaných podpisů potřebných pro registraci k volbám.

### Odsouzení k 18 letům vězení
Dne 14. prosince 2021 byl Cichanouski za přípravu a organizaci masových nepokojů a podněcování k sociální nenávisti odsouzen k 18 letům odnětí svobody. "Diktátor se veřejně mstí svým nejsilnějším odpůrcům,“ komentovala verdikt jeho manželka Svjatlana Cichanouská. Dalších pět kritiků režimu dostalo tresty ve výši 14 až 16 let vězení, jde o bývalého prezidentského kandidáta Mikalaje Statkeviče, blogera Ihara Losika, Uladzimira Cyhanoviče, Dzmitryje Papova a Arcjoma Sakava.
Podle představitelů Evropské unie a Spojených států jsou aktivisté oběťmi vykonstruovaných procesů. Americký ministr zahraničí Antony Blinken uvedl, že soudní řízení nebyla v souladu se zásadami právního státu. Lukašenkův režim vyzval k ukončení kampaně proti zástupcům občanské společnosti, nezávislých médií či politické opozice.
21. června 2025 byl předčasně propuštěn z věznice. Informovala o tom jeho žena Svjatlana Cichanouská na sociální síť X.. K jeho propuštění došlo po setkání amerického vyslance Keitha Kellogga s běloruským prezidentem Lukašenkem v Minsku. Na tiskové konferenci poté popsal, jak byl on a další političtí vězni během věznění mučen, propukly u něj vážné zdravotní problémy a byla mu odepřena jakákoliv lékařská péče.